# Achagi Agjakend
Pour les articles homonymes, voir Shahumyan (homonymie).
Ashagi Agchakand (en azéri : Aşağı Ağcakənd), anciennement Chahoumian (en arménien : Շահումյան ; en azéri : Şaumyan), est une commune située dans le raion de Goranboy en Azerbaïdjan.

## Géographie
La commune est établie sur la rive du Karachaï (cours supérieur de la rivière Goran), dans une région montagneuse. Elle comprend les villages d'Aşağı Ağcakənd, Yuxarı Ağcakənd et Meşəli.

## Histoire
En 1938, sous l'ère soviétique, le raion de Goranboy est scindé en créant un nouveau raion avec Ashagi Agchakand comme chef-lieu. La commune est renommée Chahoumian en l'honneur de Stepan Chahoumian. La région est alors majoritairement peuplée d'Arméniens.
En 1991, alors que la Guerre du Haut-Karabagh a déjà débuté, Gorbatchev ordonne une opération durant laquelle l'armée rouge déplace violemment les populations arméniennes des villages de la région vers l'Arménie.
Le 29 avril 1992, le Conseil suprême de la république d'Azerbaïdjan décide de rebaptiser la ville Ashağı Ağcakənd, d'intégrer la région au raion de Goranboy et de la repeupler par des réfugiés azerbaïdjanais. L'armée azerbaïdjanaise prend le contrôle de la région à l'été 1992.